# Klabaternik
Klabaternik (niem. Klabautermann, w polskim przekładzie także klabater lub rzadziej klawiter) – postać z folkloru germańskiego, opiekuńczy duszek statku. Bardzo wesoły i pracowity. Niewidzialny, czasami ukazywał się tylko kapitanom lub szyprom pod postacią błędnego ognika lub karzełka. Duch ten przypisany był tylko większym statkom (takim, które miały zakryte pokłady i ładownie, gdyż np. w otwartej łodzi rybackiej trudno było sobie wyobrazić ukrytego duszka). Wyobrażano go sobie jako małego człowieka w kapeluszu z szerokim rondem i latarenką w ręce.
Klabaternik potrafił np. w razie potrzeby załatać dziurę w kadłubie. Opuszczał statek dopiero wtedy, kiedy nie było szansy na ratunek. Utrudniał życie leniwym i brudnym marynarzom, tłukąc ich drewnianym młotkiem, podstawiając nogę, kopiąc, wyrzucając za burtę posiłek, itp. Można go było zobaczyć o północy w kluzie kotwicznej.
Postać klabaternika znana jest w folklorze całego południowego Bałtyku, a więc również na Pomorzu i Kaszubach, w szczególności w Gdańsku. W legendach klabaternik pojawiać się mógł także na lądzie, ale tylko w miastach portowych. Postać wykorzystywana jest w literaturze historyczno-marynistycznej, zwłaszcza przeznaczonej dla młodych czytelników (np. w powieści Franciszka Fenikowskiego Rękopis z gospody Pod Łososiem). Nazwa "Klabater" używana jest w środowiskach żeglarskich (nosi ją np. klub żeglarski z Torunia).
We współczesnych żartach i przesądach marynarskich nazwą klawiter lub klabater określa się także ducha marynarza, który zmarł na statku (w szczególności śmiercią samobójczą) i na nim straszy; jest to oczywiście zniekształcenie dawnych legend.